# Centaurea obtusiloba
Centaurea obtusiloba — вид квіткових рослин родини айстрових (Asteraceae). Ендемік Алжиру.